# Laphria sobria
Laphria sobria là một loài ruồi trong họ Asilidae. Laphria sobria được Walker miêu tả năm 1857. Loài này phân bố ở miền Ấn Độ - Mã Lai.